# Bernard Baille
Bernard Baille (Haine-Saint-Paul, 26 januari 1952) is een voormalig Belgisch politicus voor Ecolo en volksvertegenwoordiger.

## Levensloop
Baille werd beroepshalve attaché op de sociale dienst van het Centre hospitalier universitaire in Charleroi en werkte als tuinbouwkundige in het Hôpital André Vésale in Montigny-le-Tilleul. Daarnaast behaalde hij een licentiaat aan de FOPES, de Open Faculteit voor Economisch en Sociaal Beleid van de Université Catholique de Louvain.
Op syndicaal vlak militeerde hij voor de christelijke vakbond CSC en ook engageerde Baille zich in de politiek als militant voor Ecolo, de partij waarvan hij in 1981 lid werd. Voor Ecolo werd hij in 1988 verkozen tot gemeenteraadslid van Thuin, een mandaat dat hij tot in 1994 uitoefende. Van 2000 tot 2002 was hij nogmaals gemeenteraadslid van Thuin.
Van 1995 tot 1999 zetelde Baille voor het arrondissement Thuin in het Waals Parlement en het Parlement van de Franse Gemeenschap. In het Waals Parlement zetelde hij in de commissie voor Binnenlandse Aangelegenheden. In 1999 niet herkozen, hernam hij zijn activiteiten als sociaal werker, al bleef hij actief binnen Ecolo en vertegenwoordigde hij de partij in de Raad voor Erkende Regionale Talen van de Franse Gemeenschap. In mei 2002 stemde hij ermee in om zijn partijgenoot Paul Timmermans op te volgen als lid van de Kamer van volksvertegenwoordigers voor het arrondissement Charleroi-Thuin, waardoor Baille overeenkomstig de partijstatuten van Ecolo ontslag nam uit de gemeenteraad van Thuin. Hij zetelde tot aan het einde van de legislatuur in 2003 en was bij de daaropvolgende verkiezingen geen kandidaat meer.  
Na zijn politieke loopbaan werd Baille tot aan zijn pensioen in 2012 ambtenaar en leidinggevende van de dienst voor Sociale Huisvesting binnen de intercommunale ISPPC, bevoegd voor de openbare gezondheid in de regio Charleroi.